# Zygmunt Wróblewski
Zygmunt Wróblewski (28 de outubro de 1845 – 16 de abril de 1888) foi um físico e químico polaco. É conhecido por descobertas relativas à condensação e liquefação.
Em 1876, tornou-se professor assistente na universidade de Estrasburgo. Wróblewski foi introduzido ao estudo da condensação do gás em Paris pelo Professor Caillet na École Normale Supérieure. Quando regressa à Polónia, é-lhe oferecida uma cadeira de física na universidade Jaguelónica de Cracóvia.
Enquanto estudava o ácido carbónico, Wróblewski descobriu o hidrato de CO2. A descoberta foi anunciada em 1882.
Foi sepultado no Cemitério Rakowicki.